# Варри
Ва́рри (англ. Warri) — город в Нигерии, основной центр нефтяной промышленности в штате Дельта.

## История
В Средние века Варри был включен в состав Бенина, а затем королевства итсекири. Роль города существенно выросла в период трансатлантической торговли с XV в., когда до него добрались португальские мореплаватели. Варри служил как крупный порт, через который проходило большинство грузов, сплавляемых по реке Бенин. Одним из основных товаров, приобретаемых португальскими и голландскими купцами, в тот период были рабы. После запрета работорговли в первой половине XIX века Варри стал центром торговли пальмовым маслом, гуммиарабиком, какао, земляных орехов и тканей.
После установления колониального правления в начале XX в. Варри стал политическим центром.
В конце 1990-х гг. Варри и близлежащие области стали ареной для этнических столкновений между иджо, итсекири и урхобо.

## Демография
Численность населения существенно возросла с 1960-х гг., когда в близлежащей территории были обнаружены запасы нефти.

## Климат
Варри окружен тропическими влажными лесами и болотами. Большую часть года в городе повышенная влажность. Сухой сезон длится с ноября по апрель, сезон дождей занимает остальную часть года.